# Josef Arpád Koppay
Josef Arpád Koppay, född 15 mars 1857 i Wien, död 2 september 1927 i Bad Gastein, var en österrikisk-ungersk målare.
Koppay utbildade sig först till arkitekt, sedan till målare under Hans Makart och Hans Canon. Han var verksam i München, Madrid, Berlin och sedermera bosatt i Wien. Bland hans arbeten, mestadels pasteller eller akvareller, märks porträtt av bland andra Henrik Ibsen, Paul Lindau och Alfons XIII av Spanien som barn.